# Hartog Jakob Hamburger

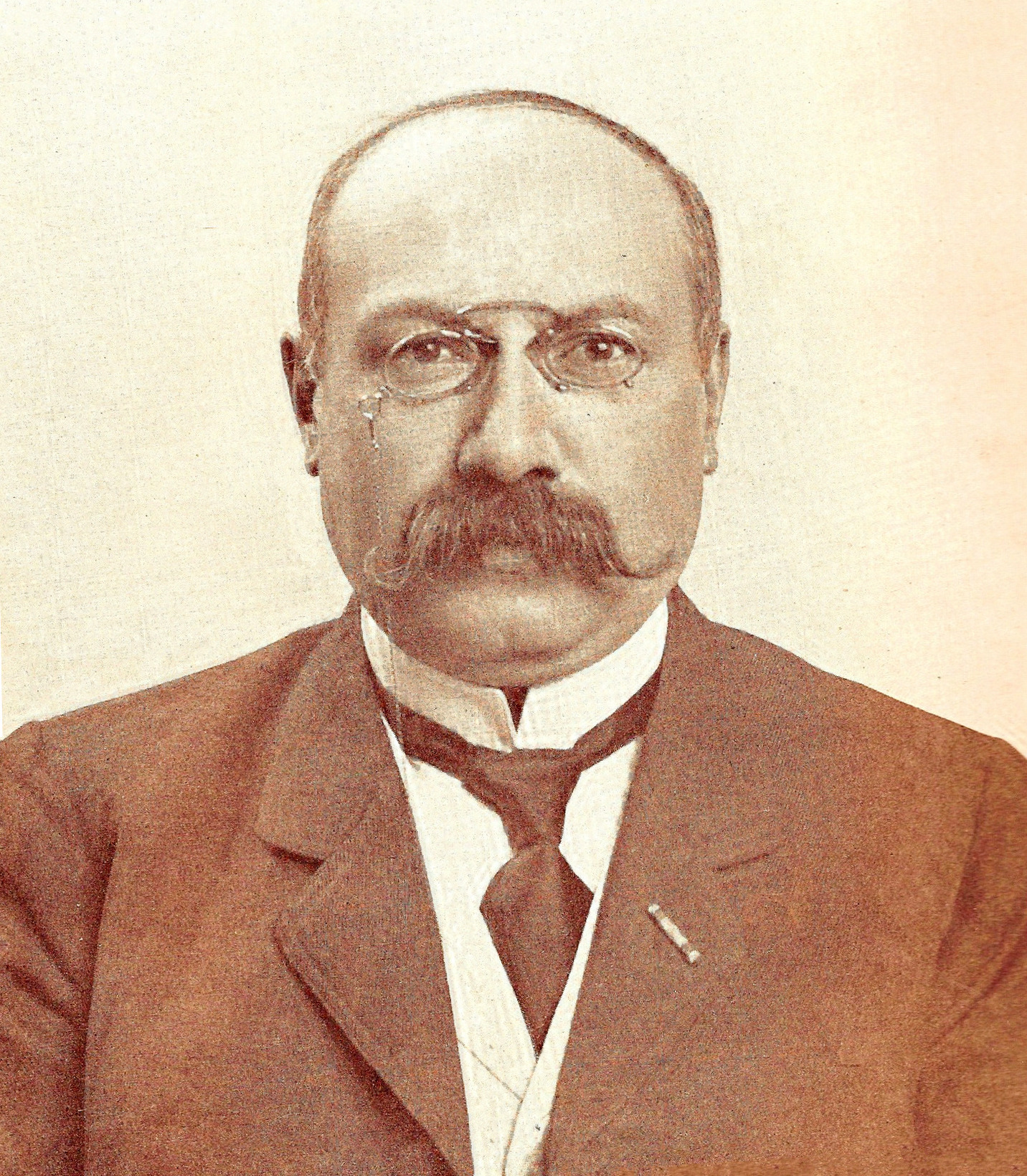
Hartog Jacob Hamburger

Hartog Jakob Hamburger (auch Hartog Jacob Hamburger; * 9. März 1859 in Alkmaar; † 4. Januar 1924 in Groningen) war ein niederländischer Physiologe.
Hamburger studierte an der Universität Utrecht, an der er 1883 auch promoviert wurde. Anschließend war er Assistent von Franciscus Cornelis Donders und ab 1888 Dozent für Physiologie und Pathologie an der Nationalen Veterinärschule in Utrecht. 
1901 wurde er Professor für Physiologie an der Universität Groningen. Seit 1896 war er Mitglied der Königlich Niederländischen Akademie der Wissenschaften (KNAW). Im Jahr 1919 wurde er zum Mitglied der Leopoldina gewählt.

## Werke
- Über die Reglung der osmotischen Spannkraft von Flüssigkeiten in Bauch- und Pericardialhöle. Amsterdam, J. Müller, 1895.
- Osmotischer Druck und Ionenlehre in den medicinischen Wissenschaften. 3 Bände. Wiesbaden, J. F. Bergmann, 1902–1904.
- Physikalisch-chemische Untersuchungen über Phagozyten : ihre Bedeutung von allgemein biologischem und pathologischem Gesichtspunkt. Wiesbaden, J. F. Bergmann, 1912.
- Osmotischer Druck und Ionenlehre in ihrer Bedeutung für die Physiologie und Pathologie des Blutes. Berlin, 1912.
- Quantitative Bestimmung von Niederschlägen auf mikrovolumetrischen Wege. In: Handbuch der biologischen Arbeitsmethoden, Abt. 1, T. 3. Berlin u. Wien, 1921.
- Bestimmung der Resistenz der roten Blutkörperchen. In: Handbuch der biologischen Arbeitsmethoden, Abt. 4, T. 3. Berlin u. Wien, 1924.
- Die Technik des Arbeitens mit Phagocyten zu biologischen Zwecken. In: Handbuch der biologischen Arbeitsmethoden, Abt. 4, T. 4. Berlin u. Wien, 1927.
- Bestimmung des osmotischen Druckes sehr geringer Flüssigkeitsmengen auf volumetrischem Wege, mittels Blutkörperchen. In: Emil Abderhalden [Hrsg.]: Handbuch der biologischen Arbeitsmethoden, Abt. 3, T. A. 3. Berlin u. Wien, 1928.